# Зервас, Константинос
Константи́нос Зе́рвас (греч. Κωνσταντίνος Ζέρβας; род. 1964 или 10 мая 1964, Салоники) — греческий политический деятель, бывший мэр города Салоники (2019—2023). В прошлом — член городского совета Салоник (2010—2019).

## Биография
Родился и вырос в Салониках. Отец — инженер-строитель Василис Зервас (Βασίλης Ζέρβας), мать — филолог Лилика Зерва-Оролога (Λιλίκα Ζέρβα–Ωρολογά).
В 1982 году окончил экспериментальную школу Университета Аристотеля в Салониках. В 1987 году получил степень на факультете гражданского строительства Университета Аристотеля в Салониках и продолжил обучение в 1987—1988 годах в аспирантуре в Брауновском университете в США.
После окончания воинской службы  с 1990 года работал в частном секторе в Салониках инженером-строителем и предпринимателем.
С 1994 по 1997 год Зервас был членом совета директоров спортивного клуба ПАОК, в 1993—1996 годах отвечал за строительство крытой спортивной арены ПАОК и за международные отношения баскетбольного клуба ПАОК. С апреля 2010 по март 2016 года — член совета директоров компании «Аттико Метро». С августа 2011 года по декабрь 2014 года занимал пост председателя совета директоров государственного оркестра Салоник (Κρατική Ορχήστρα Θεσσαλονίκης).
В январе 2011 года Зервас был приведен к присяге депутатом городского совета и заместителем мэра по вопросам окружающей среды, качества жизни и свободного пространства. В январе 2013 года взял на себя обязанности заместителя мэра по вопросам качества жизни, председателя экономического комитета общины Салоники и постоянного заместителя мэра Салоник. Переизбран на местных выборах 2014 года муниципальным советником Салоник и заместителем мэра по вопросам гражданской мобильности, молодежи и спорта. В феврале 2015 года Зервас подал в отставку с должности заместителя мэра из-за разногласий с мэром. В 2017 году Зервас покинул группу «Инициативу для Салоник» (Πρωτοβουλία για τη Θεσσαλονίκη) и стал независимым членом городского совета Салоник. В октябре 2018 года он официально объявил о своей кандидатуре на должность мэра Салоник. По результатам местных выборов в июне 2019 года Зервас был избран 61-м мэром Салоник, получил 67% голосов.